# Sébastien Millault
Pour les articles homonymes, voir Millault.
Sébastien-Émile Millault, né à Paris le 6 octobre 1809 et mort dans la même ville le 12 juin 1896, est un homme d'Église français et professeur, curé de Notre-Dame-de-Bonne-Nouvelle puis de Saint-Roch. 

## Biographie
Sébastien Millault qui a un frère, le compositeur Édouard Millault (1808-1887), est ordonné prêtre en 1834. Il devient alors professeur au petit séminaire de Notre-Dame des Champs à Paris avant de devenir directeur du petit séminaire de Saint-Nicolas du Chardonnet quand Félix Dupanloup en était le supérieur. Il était donc un de ses plus proches collaborateurs au sein de ce petit séminaire qui attirait les enfants des grandes familles parisiennes et en est le supérieur après le départ de Dupanloup. Il y a bien entendu pour élèves des futurs ecclésiastiques tel Pierre-Hector Coullié, le successeur de Dupanloup à Orléans, mais aussi d'autres personnalités comme le turbulent élève Gaston de Galliffet, le général qui s'est illustré par sa férocité dans la répression de la Commune. Millault en disait : « Il m'a donné bien du mal. Il se battait tout le temps... »
Il est nommé curé de Notre-Dame-de-Bonne-Nouvelle en avril 1861, en remplacement de Pierre-François Bernier (1798-1862), installé à Saint-Philippe du Roule. En février 1870, en plein concile au Vatican, monseigneur Darboy le nomme curé de Saint-Roch en remplacement de Pierre-Augustin Faudet (1798-1873). Pendant la Commune, il eut une attitude héroïque, refusant de quitter son église qu'il ne quittera que pour deux séjours en prison en avril 1871. « Dussé-je être égorgé par les communards, je ne souffrirai pas de clubs révolutionnaires dans mon église » et plus précisément, dans sa lettre du 6 mai 1871 au délégué de la Commune du 1er arrondissement : « Quant à apporter moi-même un concours quelconque à ce que je regarde comme la profanation de mon église, je me laisserai plutôt tuer ».
L'église Saint-Roch étant la paroisse de Pierre Corneille, et de la Comédie-Française, c'est l'abbé Millault qui y prononce une allocution pour le deuxième centenaire de Corneille le 1er octobre 1884.
Même âgé, l'abbé Millault se lève tous les jours à sept heures et reçoit après la messe basse, à huit heures, dans la sacristie les pauvres de sa paroisse. Il fut, selon Henri Gaillard, célèbre sourd de la Belle époque, un prêtre dévoué aux sourds-muets de sa paroisse, dont Henri Gaillard lui-même. Ce dernier lui rendit un hommage ému dans Le journal des sourds-muets du 25 juin 1896.
L'abbé Millault, de très bonne composition, était doyen de Paris quand il eut un accident de voiture en novembre 1895. En décembre, deux attaques successives le clouent au lit et il décide donc de démissionner le 2 février 1896. Il meurt quatre mois plus tard, le 12 juin 1896.  
Il avait été fait chanoine honoraire en 1841 par monseigneur Affre.
Ce prêtre, qui ne fait pas partie des ecclésiastiques les plus connus de son époque, était en relation avec de très nombreuses personnalités, notamment à la suite de sa place au petit séminaire de Saint-Nicolas du Chardonnet. En effet, il correspond avec Henri Perreyve, proche de Dupanloup, et avec le fameux Lacordaire, dont Perreyve était très proche. Il connaissait aussi Charles de Montalembert, avec qui Dupanloup travailla sur la fameuse loi Falloux du nom d'Alfred de Falloux que connaissait aussi Millault. Benoît Langénieux était aussi un de ses élèves, Charles-Philippe Place était un autre proche de Dupanloup, etc. le futur cardinal Foulon, alors évêque de Nancy-Toul fit même jouer une pièce Le martyre de Saint-Sébastien le 19 janvier 1878, en l'honneur de Millault. Les exemples sont multiples et montrent l'importante de Millault au sein du clergé.